# Eriocaulon jaliscanum
Eriocaulon jaliscanum är en gräsväxtart som beskrevs av Sereno Watson. Eriocaulon jaliscanum ingår i släktet Eriocaulon och familjen Eriocaulaceae. Inga underarter finns listade i Catalogue of Life.